# 7538 Zenbei
7538 Zenbei este un asteroid din centura principală de asteroizi.

## Descriere
7538 Zenbei este un asteroid din centura principală de asteroizi. A fost descoperit pe 15 noiembrie 1996 la Oizumi de Takao Kobayashi. El prezintă o orbită caracterizată de o semiaxă mare de 2,36 ua, o excentricitate de 0,19 și o înclinație de 2,5° în raport cu ecliptica.